# Rhodomyrtus locellata
Rhodomyrtus locellata är en myrtenväxtart som först beskrevs av André Guillaumin, och fick sitt nu gällande namn av Karl Ewald Maximilian Burret. Rhodomyrtus locellata ingår i släktet Rhodomyrtus och familjen myrtenväxter.
Artens utbredningsområde är Nya Kaledonien. Inga underarter finns listade i Catalogue of Life.